# جیرینگ جیرینگ ادامه‌دار ۲
جیرینگ جیرینگ ادامه‌دار ۲ (انگلیسی: Jingle All the Way 2) فیلمی در ژانر  است که در سال ۲۰۱۴ منتشر شد. از بازیگران آن می‌توان به لری د کیبل گای و کندی کلمنتس اشاره کرد.

## خلاصه داستان
«لری» بار دیگر خود را در موقعیتی عجیب پیدا می‌کند. وقتی شهردار جدید تهدید می‌کند که تعطیلات مورد علاقه او یعنی «کریسمس» را از او خواهد گرفت و…